# مولتایی
مولتایی (به انگلیسی: Multai) یک منطقهٔ مسکونی در هند است که در بخش بتول واقع شده‌است. مولتایی ۱۶۱٬۸۱۹ نفر جمعیت دارد و ۷۴۹ متر بالاتر از سطح دریا واقع شده‌است.